# HD9529
HD9529 є хімічно пекулярною зорею спектрального класу
F6 й має видиму зоряну величину в смузі V приблизно  9,1.